# Sydamerikanska U20-mästerskapet i fotboll 2009
Sydamerikanska U20-mästerskapet i fotboll 2009 var en fotbollsturnering för U-20 landslag i Sydamerika (CONMEBOL). Turneringen hölls i Venezuela från den 19 januari till den 8 februari, 2009. Brasilien vann turneringen.

## Spelorter
Tre arenor är användes vid mästerskapet:
- Estadio Monumental de Maturín, belägen i Maturín och rymmer 52 000 åskådare
- Centro Total de Entrenamiento Cachamay, belägen i Ciudad Guayana och rymmer 41 600 åskådare
- Estadio Olímpico General José Antonio Anzoátegui, belägen i Puerto la Cruz och rymmer 40 000 åskådare

## Spelartrupper
Vardera lag fick ta med en trupp på maximalt 22 spelare. Listan skulle lämnas in till CONMEBOL innan turneringens start, och fick enbart bestå av spelare födda efter den 1 januari 1989.

## Första omgången

### Grupp A
| Nr | Lag           | S | V | O | F | GM | IM | MS | P |
| -- | ------------- | - | - | - | - | -- | -- | -- | - |
| 1  | Venezuela U20 | 4 | 1 | 3 | 0 | 5  | 3  | +2 | 6 |
| 2  | Argentina U20 | 4 | 1 | 3 | 0 | 7  | 6  | +1 | 6 |
| 3  | Colombia U20  | 4 | 1 | 3 | 0 | 4  | 3  | +1 | 6 |
| 4  | Ecuador U20   | 4 | 1 | 3 | 0 | 4  | 3  | +1 | 6 |
| 5  | Peru U20      | 4 | 0 | 0 | 4 | 3  | 8  | −5 | 0 |

|                | 19 januari     | Peru U20          | 1 – 2           | Ecuador U20   | Estadio Monumental de Maturín                           |                                                         |
| 18:00 UTC-4:30 | 18:00 UTC-4:30 | Barros 28′ (str.) | (1 – 2) Rapport | Rojas 4′, 22′ | Maturín Publik: 30 000 Domare: Líber Prudente (Uruguay) | Maturín Publik: 30 000 Domare: Líber Prudente (Uruguay) |
| 18:00 UTC-4:30 | 18:00 UTC-4:30 |                   |                 |               | Maturín Publik: 30 000 Domare: Líber Prudente (Uruguay) | Maturín Publik: 30 000 Domare: Líber Prudente (Uruguay) |
| 18:00 UTC-4:30 | 18:00 UTC-4:30 |                   |                 |               | Maturín Publik: 30 000 Domare: Líber Prudente (Uruguay) | Maturín Publik: 30 000 Domare: Líber Prudente (Uruguay) |

|                | 19 januari     | Venezuela U20 | 1 – 1           | Argentina U20 | Estadio Monumental de Maturín                        |                                                      |
| 20:00 UTC-4:30 | 20:00 UTC-4:30 | Rondón 2′     | (1 – 1) Rapport | Salvio 23′    | Maturín Publik: 30 000 Domare: Enrique Osses (Chile) | Maturín Publik: 30 000 Domare: Enrique Osses (Chile) |
| 20:00 UTC-4:30 | 20:00 UTC-4:30 |               |                 |               | Maturín Publik: 30 000 Domare: Enrique Osses (Chile) | Maturín Publik: 30 000 Domare: Enrique Osses (Chile) |
| 20:00 UTC-4:30 | 20:00 UTC-4:30 |               |                 |               | Maturín Publik: 30 000 Domare: Enrique Osses (Chile) | Maturín Publik: 30 000 Domare: Enrique Osses (Chile) |

|                | 21 januari     | Colombia U20 | 1 – 0           | Peru U20 | Estadio Monumental de Maturín                             |                                                           |
| 18:00 UTC-4:30 | 18:00 UTC-4:30 | Cuesta 34′   | (1 – 0) Rapport |          | Maturín Publik: 4 000 Domare: Joaquín Antequera (Bolivia) | Maturín Publik: 4 000 Domare: Joaquín Antequera (Bolivia) |
| 18:00 UTC-4:30 | 18:00 UTC-4:30 |              |                 |          | Maturín Publik: 4 000 Domare: Joaquín Antequera (Bolivia) | Maturín Publik: 4 000 Domare: Joaquín Antequera (Bolivia) |
| 18:00 UTC-4:30 | 18:00 UTC-4:30 |              |                 |          | Maturín Publik: 4 000 Domare: Joaquín Antequera (Bolivia) | Maturín Publik: 4 000 Domare: Joaquín Antequera (Bolivia) |

|                | 21 januari     | Ecuador U20 | 0 – 0   | Venezuela U20 | Estadio Monumental de Maturín                           |                                                         |
| 20:30 UTC-4:30 | 20:30 UTC-4:30 |             | Rapport |               | Maturín Publik: 10 000 Domare: Antonio Arias (Paraguay) | Maturín Publik: 10 000 Domare: Antonio Arias (Paraguay) |
| 20:30 UTC-4:30 | 20:30 UTC-4:30 |             |         |               | Maturín Publik: 10 000 Domare: Antonio Arias (Paraguay) | Maturín Publik: 10 000 Domare: Antonio Arias (Paraguay) |
| 20:30 UTC-4:30 | 20:30 UTC-4:30 |             |         |               | Maturín Publik: 10 000 Domare: Antonio Arias (Paraguay) | Maturín Publik: 10 000 Domare: Antonio Arias (Paraguay) |

|                | 23 januari     | Ecuador U20 | 0 – 0   | Colombia U20 | Estadio Monumental de Maturín               |                                             |
| 18:00 UTC-4:30 | 18:00 UTC-4:30 |             | Rapport |              | Maturín Domare: Salvio Fagundes (Brasilien) | Maturín Domare: Salvio Fagundes (Brasilien) |
| 18:00 UTC-4:30 | 18:00 UTC-4:30 |             |         |              | Maturín Domare: Salvio Fagundes (Brasilien) | Maturín Domare: Salvio Fagundes (Brasilien) |
| 18:00 UTC-4:30 | 18:00 UTC-4:30 |             |         |              | Maturín Domare: Salvio Fagundes (Brasilien) | Maturín Domare: Salvio Fagundes (Brasilien) |

|                | 23 januari     | Argentina U20            | 2 – 1           | Peru U20    | Estadio Monumental de Maturín                          |                                                        |
| 20:00 UTC-4:30 | 20:00 UTC-4:30 | Cristaldo 25′ Salvio 76′ | (1 – 1) Rapport | Trujillo 3′ | Maturín Publik: 4 000 Domare: Líber Prudente (Uruguay) | Maturín Publik: 4 000 Domare: Líber Prudente (Uruguay) |
| 20:00 UTC-4:30 | 20:00 UTC-4:30 |                          |                 |             | Maturín Publik: 4 000 Domare: Líber Prudente (Uruguay) | Maturín Publik: 4 000 Domare: Líber Prudente (Uruguay) |
| 20:00 UTC-4:30 | 20:00 UTC-4:30 |                          |                 |             | Maturín Publik: 4 000 Domare: Líber Prudente (Uruguay) | Maturín Publik: 4 000 Domare: Líber Prudente (Uruguay) |

|                | 25 januari     | Colombia U20  | 2 – 2           | Argentina U20            | Estadio Monumental de Maturín                          |                                                        |
| 16:00 UTC-4:30 | 16:00 UTC-4:30 | Perez 1′, 23′ | (2 – 1) Rapport | Velázquez 35′ Salvio 52′ | Maturín Publik: 5 000 Domare: Antonio Arias (Paraguay) | Maturín Publik: 5 000 Domare: Antonio Arias (Paraguay) |
| 16:00 UTC-4:30 | 16:00 UTC-4:30 |               |                 |                          | Maturín Publik: 5 000 Domare: Antonio Arias (Paraguay) | Maturín Publik: 5 000 Domare: Antonio Arias (Paraguay) |
| 16:00 UTC-4:30 | 16:00 UTC-4:30 |               |                 |                          | Maturín Publik: 5 000 Domare: Antonio Arias (Paraguay) | Maturín Publik: 5 000 Domare: Antonio Arias (Paraguay) |

|                | 25 januari     | Peru U20   | 1 – 3           | Venezuela U20                             | Estadio Monumental de Maturín                              |                                                            |
| 18:00 UTC-4:30 | 18:00 UTC-4:30 | Barros 83′ | (0 – 1) Rapport | Peña 22′ Camacho 51′ Del Valle 87′ (str.) | Maturín Publik: 15 000 Domare: Joaquín Antequera (Bolivia) | Maturín Publik: 15 000 Domare: Joaquín Antequera (Bolivia) |
| 18:00 UTC-4:30 | 18:00 UTC-4:30 |            |                 |                                           | Maturín Publik: 15 000 Domare: Joaquín Antequera (Bolivia) | Maturín Publik: 15 000 Domare: Joaquín Antequera (Bolivia) |
| 18:00 UTC-4:30 | 18:00 UTC-4:30 |            |                 |                                           | Maturín Publik: 15 000 Domare: Joaquín Antequera (Bolivia) | Maturín Publik: 15 000 Domare: Joaquín Antequera (Bolivia) |

|                | 27 januari     | Argentina U20        | 2 – 2           | Ecuador U20            | Estadio Monumental de Maturín                             |                                                           |
| 18:00 UTC-4:30 | 18:00 UTC-4:30 | Gaitán 32′ Bella 79′ | (1 – 1) Rapport | Pinto 39′ Anangonó 78′ | Maturín Publik: 2 000 Domare: Salvio Fagundes (Brasilien) | Maturín Publik: 2 000 Domare: Salvio Fagundes (Brasilien) |
| 18:00 UTC-4:30 | 18:00 UTC-4:30 |                      |                 |                        | Maturín Publik: 2 000 Domare: Salvio Fagundes (Brasilien) | Maturín Publik: 2 000 Domare: Salvio Fagundes (Brasilien) |
| 18:00 UTC-4:30 | 18:00 UTC-4:30 |                      |                 |                        | Maturín Publik: 2 000 Domare: Salvio Fagundes (Brasilien) | Maturín Publik: 2 000 Domare: Salvio Fagundes (Brasilien) |

|                | 27 januari     | Venezuela U20 | 1 – 1           | Colombia U20        | Estadio Monumental de Maturín                        |                                                      |
| 20:00 UTC-4:30 | 20:00 UTC-4:30 | Rondón 42′    | (1 – 0) Rapport | Nazarith 63′ (str.) | Maturín Publik: 18 000 Domare: Enrique Osses (Chile) | Maturín Publik: 18 000 Domare: Enrique Osses (Chile) |
| 20:00 UTC-4:30 | 20:00 UTC-4:30 |               |                 |                     | Maturín Publik: 18 000 Domare: Enrique Osses (Chile) | Maturín Publik: 18 000 Domare: Enrique Osses (Chile) |
| 20:00 UTC-4:30 | 20:00 UTC-4:30 |               |                 |                     | Maturín Publik: 18 000 Domare: Enrique Osses (Chile) | Maturín Publik: 18 000 Domare: Enrique Osses (Chile) |

### Grupp B
| Nr | Lag           | S | V | O | F | GM | IM | MS | P  |
| -- | ------------- | - | - | - | - | -- | -- | -- | -- |
| 1  | Uruguay U20   | 4 | 4 | 0 | 0 | 12 | 6  | +6 | 12 |
| 2  | Paraguay U20  | 4 | 2 | 1 | 1 | 10 | 7  | +3 | 7  |
| 3  | Brasilien U20 | 4 | 2 | 1 | 1 | 7  | 5  | +2 | 7  |
| 4  | Chile U20     | 4 | 1 | 0 | 3 | 5  | 7  | −2 | 3  |
| 5  | Bolivia U20   | 4 | 0 | 0 | 4 | 2  | 11 | −9 | 0  |

|                | 20 januari     | Bolivia U20 | 0 – 2   | Uruguay U20      | Estadio Cachamay                                                   |                                                                    |
| 18:00 UTC-4:30 | 18:00 UTC-4:30 |             | Rapport | Lodeiro 53′, 90′ | Ciudad Guayana Publik: 7 000 Domare: Juan Ernesto Soto (Venezuela) | Ciudad Guayana Publik: 7 000 Domare: Juan Ernesto Soto (Venezuela) |
| 18:00 UTC-4:30 | 18:00 UTC-4:30 |             |         |                  | Ciudad Guayana Publik: 7 000 Domare: Juan Ernesto Soto (Venezuela) | Ciudad Guayana Publik: 7 000 Domare: Juan Ernesto Soto (Venezuela) |
| 18:00 UTC-4:30 | 18:00 UTC-4:30 |             |         |                  | Ciudad Guayana Publik: 7 000 Domare: Juan Ernesto Soto (Venezuela) | Ciudad Guayana Publik: 7 000 Domare: Juan Ernesto Soto (Venezuela) |

|                | 20 januari     | Brasilien U20 | 1 – 1   | Paraguay U20 | Estadio Cachamay                                               |                                                                |
| 20:00 UTC-4:30 | 20:00 UTC-4:30 | Walter 8′     | Rapport | Pérez 78′    | Ciudad Guayana Publik: 15 000 Domare: Saúl Laverni (Argentina) | Ciudad Guayana Publik: 15 000 Domare: Saúl Laverni (Argentina) |
| 20:00 UTC-4:30 | 20:00 UTC-4:30 |               |         |              | Ciudad Guayana Publik: 15 000 Domare: Saúl Laverni (Argentina) | Ciudad Guayana Publik: 15 000 Domare: Saúl Laverni (Argentina) |
| 20:00 UTC-4:30 | 20:00 UTC-4:30 |               |         |              | Ciudad Guayana Publik: 15 000 Domare: Saúl Laverni (Argentina) | Ciudad Guayana Publik: 15 000 Domare: Saúl Laverni (Argentina) |

|                | 22 januari     | Uruguay U20                   | 3 – 2   | Chile U20                     | Estadio Cachamay                                              |                                                               |
| 18:00 UTC-4:30 | 18:00 UTC-4:30 | Viudez 1′ Peña 41′ García 70′ | Rapport | Aránguiz 6′ Sagredo 9′ (str.) | Ciudad Guayana Publik: 3 000 Domare: Wilmar Roldán (Colombia) | Ciudad Guayana Publik: 3 000 Domare: Wilmar Roldán (Colombia) |
| 18:00 UTC-4:30 | 18:00 UTC-4:30 |                               |         |                               | Ciudad Guayana Publik: 3 000 Domare: Wilmar Roldán (Colombia) | Ciudad Guayana Publik: 3 000 Domare: Wilmar Roldán (Colombia) |
| 18:00 UTC-4:30 | 18:00 UTC-4:30 |                               |         |                               | Ciudad Guayana Publik: 3 000 Domare: Wilmar Roldán (Colombia) | Ciudad Guayana Publik: 3 000 Domare: Wilmar Roldán (Colombia) |

|                | 22 januari     | Brasilien U20        | 2 – 1   | Bolivia U20 | Estadio Cachamay                                            |                                                             |
| 20:00 UTC-4:30 | 20:00 UTC-4:30 | Walter 35′ Tales 51′ | Rapport | Castedo 24′ | Ciudad Guayana Publik: 7 000 Domare: Georges Buckley (Peru) | Ciudad Guayana Publik: 7 000 Domare: Georges Buckley (Peru) |
| 20:00 UTC-4:30 | 20:00 UTC-4:30 |                      |         |             | Ciudad Guayana Publik: 7 000 Domare: Georges Buckley (Peru) | Ciudad Guayana Publik: 7 000 Domare: Georges Buckley (Peru) |
| 20:00 UTC-4:30 | 20:00 UTC-4:30 |                      |         |             | Ciudad Guayana Publik: 7 000 Domare: Georges Buckley (Peru) | Ciudad Guayana Publik: 7 000 Domare: Georges Buckley (Peru) |

|                | 24 januari     | Chile U20      | 2 – 0   | Bolivia U20 | Estadio Cachamay                                           |                                                            |
| 16:00 UTC-4:30 | 16:00 UTC-4:30 | Gómez 80′, 85′ | Rapport |             | Ciudad Guayana Publik: 2 000 Domare: Carlos Vera (Ecuador) | Ciudad Guayana Publik: 2 000 Domare: Carlos Vera (Ecuador) |
| 16:00 UTC-4:30 | 16:00 UTC-4:30 |                |         |             | Ciudad Guayana Publik: 2 000 Domare: Carlos Vera (Ecuador) | Ciudad Guayana Publik: 2 000 Domare: Carlos Vera (Ecuador) |
| 16:00 UTC-4:30 | 16:00 UTC-4:30 |                |         |             | Ciudad Guayana Publik: 2 000 Domare: Carlos Vera (Ecuador) | Ciudad Guayana Publik: 2 000 Domare: Carlos Vera (Ecuador) |

|                | 24 januari     | Paraguay U20                | 2 – 4   | Uruguay U20                                          | Estadio Cachamay                                              |                                                               |
| 18:00 UTC-4:30 | 18:00 UTC-4:30 | Ramirez 21′ Santander 90+2′ | Rapport | Cabrera 52′ Garcia 54′ Lodeiro 77′ Urretaviscaya 79′ | Ciudad Guayana Publik: 5 000 Domare: Saúl Laverni (Argentina) | Ciudad Guayana Publik: 5 000 Domare: Saúl Laverni (Argentina) |
| 18:00 UTC-4:30 | 18:00 UTC-4:30 |                             |         |                                                      | Ciudad Guayana Publik: 5 000 Domare: Saúl Laverni (Argentina) | Ciudad Guayana Publik: 5 000 Domare: Saúl Laverni (Argentina) |
| 18:00 UTC-4:30 | 18:00 UTC-4:30 |                             |         |                                                      | Ciudad Guayana Publik: 5 000 Domare: Saúl Laverni (Argentina) | Ciudad Guayana Publik: 5 000 Domare: Saúl Laverni (Argentina) |

|                | 26 januari     | Bolivia U20 | 1 – 5   | Paraguay U20                                   | Estadio Cachamay                                                   |                                                                    |
| 18:00 UTC-4:30 | 18:00 UTC-4:30 | Tudor 23′   | Rapport | Cristaldo 8′ Ramirez 21′, 74′, 84′ Ortiz 90+1′ | Ciudad Guayana Publik: 1 000 Domare: Juan Ernesto Soto (Venezuela) | Ciudad Guayana Publik: 1 000 Domare: Juan Ernesto Soto (Venezuela) |
| 18:00 UTC-4:30 | 18:00 UTC-4:30 |             |         |                                                | Ciudad Guayana Publik: 1 000 Domare: Juan Ernesto Soto (Venezuela) | Ciudad Guayana Publik: 1 000 Domare: Juan Ernesto Soto (Venezuela) |
| 18:00 UTC-4:30 | 18:00 UTC-4:30 |             |         |                                                | Ciudad Guayana Publik: 1 000 Domare: Juan Ernesto Soto (Venezuela) | Ciudad Guayana Publik: 1 000 Domare: Juan Ernesto Soto (Venezuela) |

|                | 26 januari     | Chile U20 | 0 – 2   | Brasilien U20            | Estadio Cachamay                                              |                                                               |
| 20:00 UTC-4:30 | 20:00 UTC-4:30 |           | Rapport | Dentinho 10′ Maylson 77′ | Ciudad Guayana Publik: 7 000 Domare: Wilmar Roldán (Colombia) | Ciudad Guayana Publik: 7 000 Domare: Wilmar Roldán (Colombia) |
| 20:00 UTC-4:30 | 20:00 UTC-4:30 |           |         |                          | Ciudad Guayana Publik: 7 000 Domare: Wilmar Roldán (Colombia) | Ciudad Guayana Publik: 7 000 Domare: Wilmar Roldán (Colombia) |
| 20:00 UTC-4:30 | 20:00 UTC-4:30 |           |         |                          | Ciudad Guayana Publik: 7 000 Domare: Wilmar Roldán (Colombia) | Ciudad Guayana Publik: 7 000 Domare: Wilmar Roldán (Colombia) |

|                | 28 januari     | Paraguay U20       | 2 – 1   | Chile U20 | Estadio Cachamay                                            |                                                             |
| 18:00 UTC-4:30 | 18:00 UTC-4:30 | Santander 56′, 58′ | Rapport | Gómez 6′  | Ciudad Guayana Publik: 4 000 Domare: Georges Buckley (Peru) | Ciudad Guayana Publik: 4 000 Domare: Georges Buckley (Peru) |
| 18:00 UTC-4:30 | 18:00 UTC-4:30 |                    |         |           | Ciudad Guayana Publik: 4 000 Domare: Georges Buckley (Peru) | Ciudad Guayana Publik: 4 000 Domare: Georges Buckley (Peru) |
| 18:00 UTC-4:30 | 18:00 UTC-4:30 |                    |         |           | Ciudad Guayana Publik: 4 000 Domare: Georges Buckley (Peru) | Ciudad Guayana Publik: 4 000 Domare: Georges Buckley (Peru) |

|                | 28 januari     | Uruguay U20                    | 3 – 2   | Brasilien U20                     | Estadio Cachamay                                           |                                                            |
| 20:00 UTC-4:30 | 20:00 UTC-4:30 | Córdoba 22′ Hernández 69′, 85′ | Rapport | Douglas Costa 34′ Alan Kardec 64′ | Ciudad Guayana Publik: 9 000 Domare: Carlos Vera (Ecuador) | Ciudad Guayana Publik: 9 000 Domare: Carlos Vera (Ecuador) |
| 20:00 UTC-4:30 | 20:00 UTC-4:30 |                                |         |                                   | Ciudad Guayana Publik: 9 000 Domare: Carlos Vera (Ecuador) | Ciudad Guayana Publik: 9 000 Domare: Carlos Vera (Ecuador) |
| 20:00 UTC-4:30 | 20:00 UTC-4:30 |                                |         |                                   | Ciudad Guayana Publik: 9 000 Domare: Carlos Vera (Ecuador) | Ciudad Guayana Publik: 9 000 Domare: Carlos Vera (Ecuador) |

## Andra omgången
| Nr | Lag           | S | V | O | F | GM | IM | MS | P  |
| -- | ------------- | - | - | - | - | -- | -- | -- | -- |
| 1  | Brasilien U20 | 5 | 4 | 0 | 1 | 10 | 4  | +6 | 12 |
| 2  | Paraguay U20  | 5 | 2 | 2 | 1 | 8  | 5  | +3 | 8  |
| 3  | Uruguay U20   | 5 | 2 | 1 | 2 | 9  | 10 | −1 | 7  |
| 4  | Venezuela U20 | 5 | 2 | 1 | 2 | 6  | 9  | −3 | 7  |
| 5  | Colombia U20  | 5 | 2 | 0 | 3 | 6  | 7  | −1 | 6  |
| 6  | Argentina U20 | 5 | 0 | 2 | 3 | 3  | 7  | −4 | 2  |

|                | 31 januari     | Argentina U20 | 1 – 1           | Paraguay U20 | Estadio Cachamay                                              |                                                               |
| 16:00 UTC-4:30 | 16:00 UTC-4:30 | Cristaldo 48′ | (0 – 0) Rapport | Pérez 61′    | Ciudad Guayana Publik: 3 000 Domare: Wilmar Roldán (Colombia) | Ciudad Guayana Publik: 3 000 Domare: Wilmar Roldán (Colombia) |
| 16:00 UTC-4:30 | 16:00 UTC-4:30 |               |                 |              | Ciudad Guayana Publik: 3 000 Domare: Wilmar Roldán (Colombia) | Ciudad Guayana Publik: 3 000 Domare: Wilmar Roldán (Colombia) |
| 16:00 UTC-4:30 | 16:00 UTC-4:30 |               |                 |              | Ciudad Guayana Publik: 3 000 Domare: Wilmar Roldán (Colombia) | Ciudad Guayana Publik: 3 000 Domare: Wilmar Roldán (Colombia) |

|                | 31 januari     | Uruguay U20                | 2 – 3           | Brasilien U20                     | Estadio Cachamay                                           |                                                            |
| 18:15 UTC-4:30 | 18:15 UTC-4:30 | García 40′ Hernández 90+5′ | (1 – 2) Rapport | Walter 20′, 31′ Douglas Costa 78′ | Ciudad Guayana Publik: 8 000 Domare: Enrique Osses (Chile) | Ciudad Guayana Publik: 8 000 Domare: Enrique Osses (Chile) |
| 18:15 UTC-4:30 | 18:15 UTC-4:30 |                            |                 |                                   | Ciudad Guayana Publik: 8 000 Domare: Enrique Osses (Chile) | Ciudad Guayana Publik: 8 000 Domare: Enrique Osses (Chile) |
| 18:15 UTC-4:30 | 18:15 UTC-4:30 |                            |                 |                                   | Ciudad Guayana Publik: 8 000 Domare: Enrique Osses (Chile) | Ciudad Guayana Publik: 8 000 Domare: Enrique Osses (Chile) |

|                | 31 januari     | Venezuela U20                      | 2 – 1           | Colombia U20 | Estadio José Antonio Anzoátegui                                |                                                                |
| 20:30 UTC-4:30 | 20:30 UTC-4:30 | Del Valle 36′ (str.) Fernandez 61′ | (1 – 1) Rapport | Blanco 14′   | Puerto la Cruz Publik: 15 000 Domare: Saúl Laverni (Argentina) | Puerto la Cruz Publik: 15 000 Domare: Saúl Laverni (Argentina) |
| 20:30 UTC-4:30 | 20:30 UTC-4:30 |                                    |                 |              | Puerto la Cruz Publik: 15 000 Domare: Saúl Laverni (Argentina) | Puerto la Cruz Publik: 15 000 Domare: Saúl Laverni (Argentina) |
| 20:30 UTC-4:30 | 20:30 UTC-4:30 |                                    |                 |              | Puerto la Cruz Publik: 15 000 Domare: Saúl Laverni (Argentina) | Puerto la Cruz Publik: 15 000 Domare: Saúl Laverni (Argentina) |

|                | 2 februari     | Brasilien U20                       | 2 – 0           | Argentina U20 | Estadio Monumental de Maturín                          |                                                        |
| 16:00 UTC-4:30 | 16:00 UTC-4:30 | Alan Kardec 66′ (str.) Giuliano 86′ | (0 – 0) Rapport |               | Maturín Publik: 1 000 Domare: Líber Prudente (Uruguay) | Maturín Publik: 1 000 Domare: Líber Prudente (Uruguay) |
| 16:00 UTC-4:30 | 16:00 UTC-4:30 |                                     |                 |               | Maturín Publik: 1 000 Domare: Líber Prudente (Uruguay) | Maturín Publik: 1 000 Domare: Líber Prudente (Uruguay) |
| 16:00 UTC-4:30 | 16:00 UTC-4:30 |                                     |                 |               | Maturín Publik: 1 000 Domare: Líber Prudente (Uruguay) | Maturín Publik: 1 000 Domare: Líber Prudente (Uruguay) |

|                | 2 februari     | Uruguay U20                    | 2 – 1           | Colombia U20 | Estadio Monumental de Maturín                             |                                                           |
| 18:15 UTC-4:30 | 18:15 UTC-4:30 | Aguirregaray 58′ Charquero 78′ | (0 – 1) Rapport | Pertúz 10′   | Maturín Publik: 3 000 Domare: Salvio Fagundes (Brasilien) | Maturín Publik: 3 000 Domare: Salvio Fagundes (Brasilien) |
| 18:15 UTC-4:30 | 18:15 UTC-4:30 |                                |                 |              | Maturín Publik: 3 000 Domare: Salvio Fagundes (Brasilien) | Maturín Publik: 3 000 Domare: Salvio Fagundes (Brasilien) |
| 18:15 UTC-4:30 | 18:15 UTC-4:30 |                                |                 |              | Maturín Publik: 3 000 Domare: Salvio Fagundes (Brasilien) | Maturín Publik: 3 000 Domare: Salvio Fagundes (Brasilien) |

|                | 2 februari     | Paraguay U20                       | 3 – 0           | Venezuela U20 | Estadio José Antonio Anzoátegui                             |                                                             |
| 20:30 UTC-4:30 | 20:30 UTC-4:30 | Santander 6′ Pérez 67′ Ramírez 85′ | (1 – 0) Rapport |               | Puerto la Cruz Publik: 12 000 Domare: Carlos Vera (Ecuador) | Puerto la Cruz Publik: 12 000 Domare: Carlos Vera (Ecuador) |
| 20:30 UTC-4:30 | 20:30 UTC-4:30 |                                    |                 |               | Puerto la Cruz Publik: 12 000 Domare: Carlos Vera (Ecuador) | Puerto la Cruz Publik: 12 000 Domare: Carlos Vera (Ecuador) |
| 20:30 UTC-4:30 | 20:30 UTC-4:30 |                                    |                 |               | Puerto la Cruz Publik: 12 000 Domare: Carlos Vera (Ecuador) | Puerto la Cruz Publik: 12 000 Domare: Carlos Vera (Ecuador) |

|                | 4 februari     | Colombia U20                  | 2 – 1           | Paraguay U20 | Estadio José Antonio Anzoátegui                           |                                                           |
| 16:00 UTC-4:30 | 16:00 UTC-4:30 | Pertúz 1′ Cárdenas 17′ (str.) | (2 – 0) Rapport | Pérez 48′    | Puerto la Cruz Publik: 500 Domare: Georges Buckley (Peru) | Puerto la Cruz Publik: 500 Domare: Georges Buckley (Peru) |
| 16:00 UTC-4:30 | 16:00 UTC-4:30 |                               |                 |              | Puerto la Cruz Publik: 500 Domare: Georges Buckley (Peru) | Puerto la Cruz Publik: 500 Domare: Georges Buckley (Peru) |
| 16:00 UTC-4:30 | 16:00 UTC-4:30 |                               |                 |              | Puerto la Cruz Publik: 500 Domare: Georges Buckley (Peru) | Puerto la Cruz Publik: 500 Domare: Georges Buckley (Peru) |

|                | 4 februari     | Argentina U20 | 1 – 2           | Uruguay U20                     | Estadio José Antonio Anzoátegui                            |                                                            |
| 18:15 UTC-4:30 | 18:15 UTC-4:30 | Salvio 85′    | (0 – 0) Rapport | Urretaviscaya 71′ Hernández 77′ | Puerto la Cruz Publik: 5 000 Domare: Carlos Vera (Ecuador) | Puerto la Cruz Publik: 5 000 Domare: Carlos Vera (Ecuador) |
| 18:15 UTC-4:30 | 18:15 UTC-4:30 |               |                 |                                 | Puerto la Cruz Publik: 5 000 Domare: Carlos Vera (Ecuador) | Puerto la Cruz Publik: 5 000 Domare: Carlos Vera (Ecuador) |
| 18:15 UTC-4:30 | 18:15 UTC-4:30 |               |                 |                                 | Puerto la Cruz Publik: 5 000 Domare: Carlos Vera (Ecuador) | Puerto la Cruz Publik: 5 000 Domare: Carlos Vera (Ecuador) |

|                | 4 februari     | Venezuela U20 | 0 – 3           | Brasilien U20                       | Estadio José Antonio Anzoátegui                                |                                                                |
| 20:30 UTC-4:30 | 20:30 UTC-4:30 |               | (0 – 1) Rapport | Maylson 35′ Giuliano 46′ Sandro 57′ | Puerto la Cruz Publik: 22 000 Domare: Antonio Arias (Paraguay) | Puerto la Cruz Publik: 22 000 Domare: Antonio Arias (Paraguay) |
| 20:30 UTC-4:30 | 20:30 UTC-4:30 |               |                 |                                     | Puerto la Cruz Publik: 22 000 Domare: Antonio Arias (Paraguay) | Puerto la Cruz Publik: 22 000 Domare: Antonio Arias (Paraguay) |
| 20:30 UTC-4:30 | 20:30 UTC-4:30 |               |                 |                                     | Puerto la Cruz Publik: 22 000 Domare: Antonio Arias (Paraguay) | Puerto la Cruz Publik: 22 000 Domare: Antonio Arias (Paraguay) |

|                | 6 februari     | Colombia U20      | 1 – 2           | Brasilien U20                | Estadio José Antonio Anzoátegui                            |                                                            |
| 16:00 UTC-4:30 | 16:00 UTC-4:30 | Pertúz 73′ (str.) | (0 – 2) Rapport | Walter 31′ Douglas Costa 35′ | Puerto la Cruz Publik: 1 000 Domare: Carlos Vera (Ecuador) | Puerto la Cruz Publik: 1 000 Domare: Carlos Vera (Ecuador) |
| 16:00 UTC-4:30 | 16:00 UTC-4:30 |                   |                 |                              | Puerto la Cruz Publik: 1 000 Domare: Carlos Vera (Ecuador) | Puerto la Cruz Publik: 1 000 Domare: Carlos Vera (Ecuador) |
| 16:00 UTC-4:30 | 16:00 UTC-4:30 |                   |                 |                              | Puerto la Cruz Publik: 1 000 Domare: Carlos Vera (Ecuador) | Puerto la Cruz Publik: 1 000 Domare: Carlos Vera (Ecuador) |

|                | 6 februari     | Uruguay U20                     | 2 – 2           | Paraguay U20      | Estadio José Antonio Anzoátegui                                  |                                                                  |
| 18:15 UTC-4:30 | 18:15 UTC-4:30 | Urretaviscaya 13′ Hernández 74′ | (1 – 2) Rapport | Paniagua 15′, 34′ | Puerto la Cruz Publik: 5 000 Domare: Joaquín Antequera (Bolivia) | Puerto la Cruz Publik: 5 000 Domare: Joaquín Antequera (Bolivia) |
| 18:15 UTC-4:30 | 18:15 UTC-4:30 |                                 |                 |                   | Puerto la Cruz Publik: 5 000 Domare: Joaquín Antequera (Bolivia) | Puerto la Cruz Publik: 5 000 Domare: Joaquín Antequera (Bolivia) |
| 18:15 UTC-4:30 | 18:15 UTC-4:30 |                                 |                 |                   | Puerto la Cruz Publik: 5 000 Domare: Joaquín Antequera (Bolivia) | Puerto la Cruz Publik: 5 000 Domare: Joaquín Antequera (Bolivia) |

|                | 6 februari     | Venezuela U20 | 1 – 1           | Argentina U20 | Estadio José Antonio Anzoátegui                              |                                                              |
| 20:30 UTC-4:30 | 20:30 UTC-4:30 | Rondon 81′    | (0 – 0) Rapport | Benítez 90+3′ | Puerto la Cruz Publik: 10 000 Domare: Georges Buckley (Peru) | Puerto la Cruz Publik: 10 000 Domare: Georges Buckley (Peru) |
| 20:30 UTC-4:30 | 20:30 UTC-4:30 |               |                 |               | Puerto la Cruz Publik: 10 000 Domare: Georges Buckley (Peru) | Puerto la Cruz Publik: 10 000 Domare: Georges Buckley (Peru) |
| 20:30 UTC-4:30 | 20:30 UTC-4:30 |               |                 |               | Puerto la Cruz Publik: 10 000 Domare: Georges Buckley (Peru) | Puerto la Cruz Publik: 10 000 Domare: Georges Buckley (Peru) |

|                | 8 februari     | Argentina U20 | 0 – 1           | Colombia U20 | Estadio José Antonio Anzoátegui                                  |                                                                  |
| 16:00 UTC-4:30 | 16:00 UTC-4:30 |               | (0 – 0) Rapport | Chará 65′    | Puerto la Cruz Publik: 5 000 Domare: Joaquín Antequera (Bolivia) | Puerto la Cruz Publik: 5 000 Domare: Joaquín Antequera (Bolivia) |
| 16:00 UTC-4:30 | 16:00 UTC-4:30 |               |                 |              | Puerto la Cruz Publik: 5 000 Domare: Joaquín Antequera (Bolivia) | Puerto la Cruz Publik: 5 000 Domare: Joaquín Antequera (Bolivia) |
| 16:00 UTC-4:30 | 16:00 UTC-4:30 |               |                 |              | Puerto la Cruz Publik: 5 000 Domare: Joaquín Antequera (Bolivia) | Puerto la Cruz Publik: 5 000 Domare: Joaquín Antequera (Bolivia) |

|                | 8 februari     | Venezuela U20                            | 3 – 1           | Uruguay U20 | Estadio José Antonio Anzoátegui                                   |                                                                   |
| 18:15 UTC-4:30 | 18:15 UTC-4:30 | Velásquez 14′ Peña 54′ (sjm.) Acosta 69′ | (1 – 1) Rapport | García 45′  | Puerto la Cruz Publik: 15 000 Domare: Salvio Fagundes (Brasilien) | Puerto la Cruz Publik: 15 000 Domare: Salvio Fagundes (Brasilien) |
| 18:15 UTC-4:30 | 18:15 UTC-4:30 |                                          |                 |             | Puerto la Cruz Publik: 15 000 Domare: Salvio Fagundes (Brasilien) | Puerto la Cruz Publik: 15 000 Domare: Salvio Fagundes (Brasilien) |
| 18:15 UTC-4:30 | 18:15 UTC-4:30 |                                          |                 |             | Puerto la Cruz Publik: 15 000 Domare: Salvio Fagundes (Brasilien) | Puerto la Cruz Publik: 15 000 Domare: Salvio Fagundes (Brasilien) |

|                | 8 februari     | Paraguay U20 | 1 – 0           | Brasilien U20 | Estadio José Antonio Anzoátegui                             |                                                             |
| 20:30 UTC-4:30 | 20:30 UTC-4:30 | Pérez 56′    | (0 – 0) Rapport |               | Puerto la Cruz Publik: 3 000 Domare: Georges Buckley (Peru) | Puerto la Cruz Publik: 3 000 Domare: Georges Buckley (Peru) |
| 20:30 UTC-4:30 | 20:30 UTC-4:30 |              |                 |               | Puerto la Cruz Publik: 3 000 Domare: Georges Buckley (Peru) | Puerto la Cruz Publik: 3 000 Domare: Georges Buckley (Peru) |
| 20:30 UTC-4:30 | 20:30 UTC-4:30 |              |                 |               | Puerto la Cruz Publik: 3 000 Domare: Georges Buckley (Peru) | Puerto la Cruz Publik: 3 000 Domare: Georges Buckley (Peru) |

## Statistik

### Målskyttar
5 mål
| - Walter | - Robin Ariel Ramírez | - Hernán Pérez | - Abel Hernández |

4 mål
| - Eduardo Salvio | - Federico Santander |  |

3 mål
| - Douglas Costa - Mauricio Gómez | - Hernán Pertúz - Nicolás Lodeiro | - Jonathan Urretaviscaya - Santiago García | - José Salomón Rondón |

2 mål
| - Jonathan Cristaldo - Alan Kardec - Giuliano | - Maylson - Marco Perez | - Joao Rojas - Aldo Andrés Paniagua | - Juan José Barros - Jonathan Del Valle |

1 mål
| - Leandro Velázquez - Marcelo Benitez - Cristian Gaitán - Iván Bella - Jehanamed Castedo - Nicolás Darío Tudor - Tales - Dentinho | - Sandro - Boris Sagredo - Charles Aranguiz - Yamith Cuesta - Cristian Nazarith - Elkin Blanco - Sherman Cárdenas - Juan Luis Anangonó | - Jefferson Pinto - Gustavo Cristaldo - Celso Ortiz - Luis Trujillo - Tabaré Viudez - Alejandro Peña - Leandro Cabrera - Marcelo Andrés Silva | - Maximiliano Cordoba - Matías Aguirregaray - Jonathan Charquero - Louis Ángelo Peña - Carlos Enrique Fernández - Pablo Camacho - José Manuel Velázquez - Rafael Acosta |

Självmål
- Alejandro Peña (för Venezuela)